# 1754 Cunningham
1754 Cunningham је астероид са пречником од приближно 79,52 km.
Афел астероида је на удаљености од 4,603 астрономских јединица (АЈ) од Сунца, а перихел на 3,286 АЈ.
Ексцентрицитет орбите износи 0,166, инклинација (нагиб) орбите у односу на раван еклиптике 12,148 степени, а орбитални период износи 2861,667 дана (7,834 година).
Апсолутна магнитуда астероида је 9,77 а геометријски албедо 0,034.
Астероид је откривен 29. марта 1935. године.